# 张序江
张序江，中华人民共和国政治人物、外交官。
1999年，接替宋增寿，担任中华人民共和国驻乌干达大使。2002年，由李强民接任。